# Ardrishaig
Ardrishaig (gälisch Rubha Àird Driseig) ist eine Ortschaft in der schottischen Council Area Argyll and Bute. Sie ist 48 km südlich von Oban und 77 km westlich von Glasgow am Ufer des Loch Gilp, einem Seitenarm des Loch Fyne, gelegen. Im Jahre 2011 verzeichnete Ardrishaig 1394 Einwohner.
Zwischen 1831 und 1937 war Ardrishaig Standort der überregional bedeutenden Whiskybrennerei Glenfyne, auch bekannt als Glendarroch.

## Verkehr
Die A83, welche die Halbinsel Kintyre an das Fernstraßennetz anbindet, durchquert Ardrishaig. Eine Anbindung an das Eisenbahnnetz besteht nicht, jedoch eine regelmäßige Busverbindung nach Glasgow. Ardrishaig ist östlicher Endpunkt des Crinan Canals am Loch Fyne und ein Pier für Dampfschiffe wurde im 19. Jahrhundert angelegt. Es bestanden regelmäßige Schiffsverbindungen unter anderem nach Oban und Glasgow.

## In Ardrishaig geborene Persönlichkeiten
- James Chalmers (1841–1901), Missionar
- John Smith (1938–1994), Labour-Politiker

## Galerie

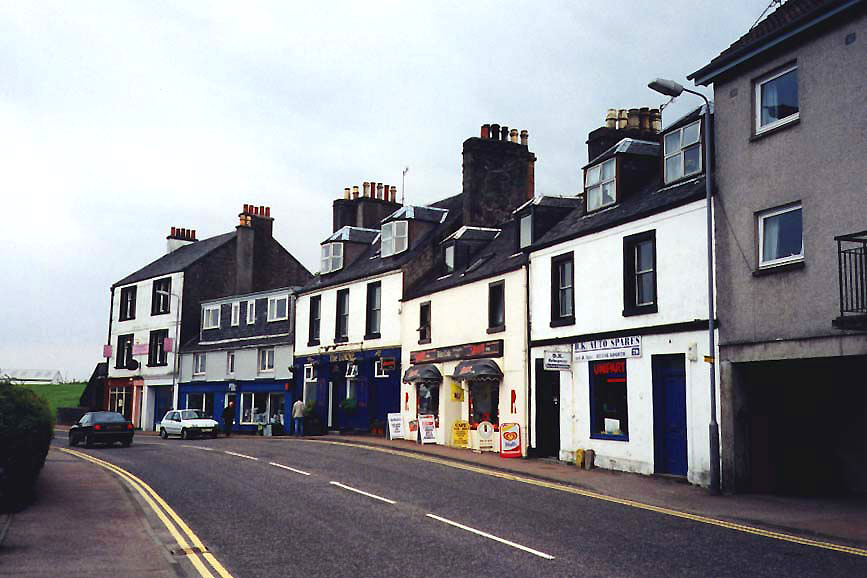
Straßenzug in Ardrishaig
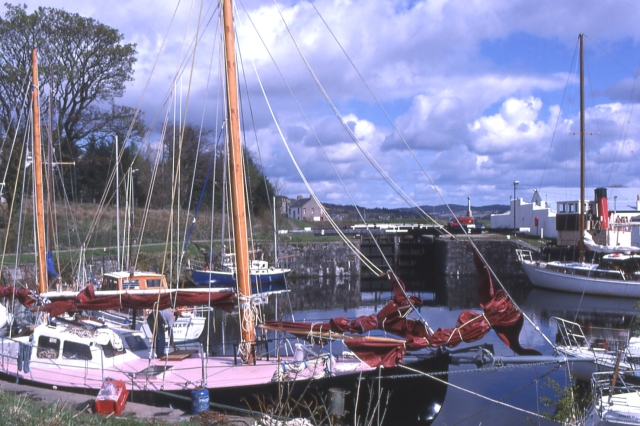
Becken des Crinan-Kanals
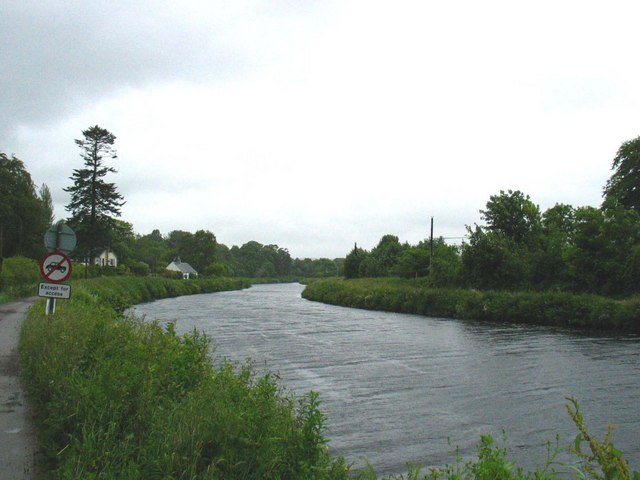
Crinan-Kanal bei Ardrishaig
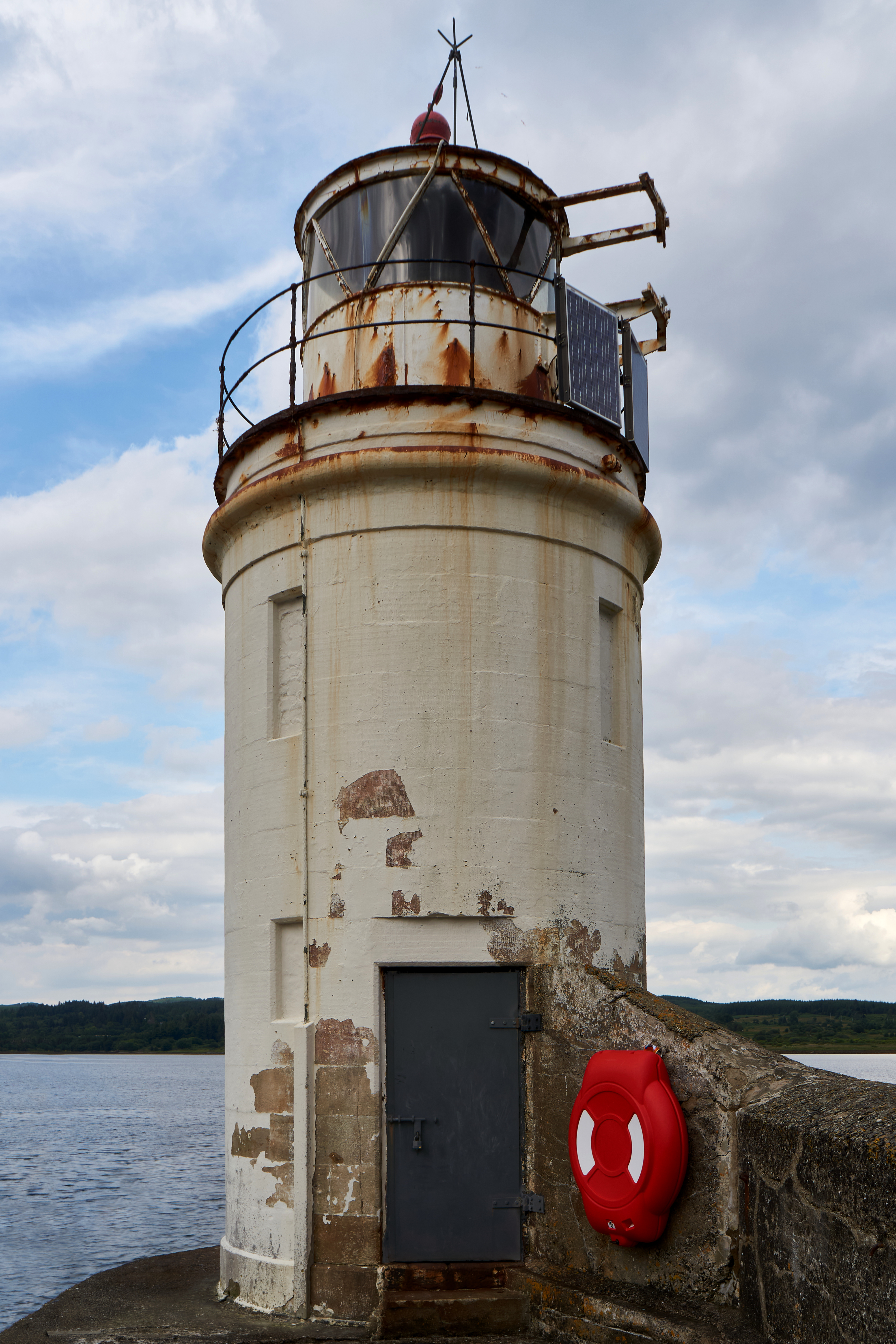
Ardrishaig Leuchtturm auf dem Ostende des Wellenbrechers